# Altdorf, Böblingen
Altdorf là một đô thị ở huyện Böblingen ở bang Baden-Württemberg thuộc nước Đức. Đô thị này có diện tích 17,47 km², dân số thời điểm 31 tháng 12 năm 2006 là 4469 người.